# Westminster (Caroline du Sud)
Pour les articles homonymes, voir Westminster (homonymie).
La ville américaine de Westminster est située dans le comté d’Oconee, dans l’État de Caroline du Sud. En 2000, elle comptait 2 743 habitants.

## Démographie
| 1880 | 1890 | 1900 | 1910  | 1920  | 1930  |
| ---- | ---- | ---- | ----- | ----- | ----- |
| 162  | 532  | 857  | 1 576 | 1 847 | 1 774 |

| 1940  | 1950  | 1960  | 1970  | 1980  | 1990  |
| ----- | ----- | ----- | ----- | ----- | ----- |
| 2 014 | 2 219 | 2 413 | 2 521 | 3 114 | 3 120 |

| 2000  | 2010  | - | - | - | - |
| ----- | ----- | - | - | - | - |
| 2 743 | 2 418 | - | - | - | - |